# Masami Sato
Masami Sato (født 26. august 1981) er en tidligere japansk fodboldspiller.
Han har spillet for flere forskellige klubber i sin karriere, herunder Yokohama FC og Thespa Kusatsu.